# Kontrolltheorie
Die Kontrolltheorie (auch Regelungstheorie) ist ein Teilgebiet der angewandten Mathematik. Sie betrachtet dynamische Systeme, deren Verhalten durch Eingangsgrößen von außen beeinflusst werden können. Solche Systeme sind z. B. Gegenstand der Regelungstechnik, aus der die Kontrolltheorie hervorgegangen ist.
Beispiele für Systeme sind in zahlreichen und vielfältigen Anwendungsgebieten aus Naturwissenschaften, Technik und Medizin, Ökonomie, Biologie, Ökologie und aus den Gesellschaftswissenschaften zu finden. Der Planet Erde, Autos, Menschen, Wirtschaftsräume, Zellen, Ökosysteme und Gesellschaften sind Beispiele für Systeme. Typische Fragestellungen in der Kontrolltheorie betreffen die Analyse eines gegebenen Systems sowie dessen gezielte Beeinflussung durch Vorgabe geeigneter Eingangsgrößen. Typische praktische Fragen lauten beispielsweise:
- Ist das System stabil?
- Wie empfindlich reagiert das System auf Störungen und Modellunbestimmtheiten?
- Bleiben alle Systemvariablen in bestimmten  Bereichen?
- Ist es möglich, einen gegebenen gewünschten Zielzustand zu erreichen?
- Wie muss die Eingangsgröße gewählt werden, um einen Zielzustand in kürzester Zeit und mit geringstem Aufwand zu erreichen?

Voraussetzung für eine präzise Beantwortung derartiger Fragen ist die Einführung mathematischer Modelle zur Systembeschreibung. Auf Basis dieser Modelle wurden in der Kontrolltheorie weitere mathematische Konzepte und Begriffe für Stabilität, Steuerbarkeit und Beobachtbarkeit entwickelt.

## Mathematische Modellformen
Die mathematische Modellierung ist die Grundlage von Aussagen über gegebene dynamische Systeme.
Eine Auswahl gebräuchlicher Modellformen für Systeme mit wertekontinuierlichem Verhalten ist:
- Gewöhnliche Differentialgleichungen
- Partielle Differentialgleichungen
- Stochastische Differentialgleichungen
- Differentielle Einschließungen

Kontinuierliche gewöhnliche Differentialgleichungen können dargestellt werden durch
- Blockschaltbilder und
- Bond-Graphen.

Die Differentialgleichungen können linear (z. B. Zustandsraummodell, Übertragungsfunktion) oder nichtlinear (z. B. Hammerstein-Modell, Wiener-Modell) sein. Probleme auf Basis nichtlinearer Modelle sind im Allgemeinen schwieriger.
Beispiele für Systeme mit ereignisdiskretem Verhalten sind:
- Automaten
- Petri-Netze

Die Kombination kontinuierlicher und ereignisdiskreter Systeme bezeichnet man als hybride Systeme, beispielsweise
- diskontinuierliche Differentialgleichungen,
- Systeme mit schaltender Dynamik,
- hybride Automaten.

## Querschnittsprobleme
Auf Basis der mathematischen Modelle werden in der Kontrolltheorie Antworten z. B. auf folgende Fragen gesucht:
- Simulation / Vorhersage (Lösung des Anfangswertproblems)
- Stabilitätsanalyse
- Erreichbarkeitsanalyse, Steuerbarkeitsanalyse, Beobachtbarkeitsanalyse
- Sicherheitsanalyse
- Robustheitsanalyse
- Chaos / Bifurkationsanalyse
- Aufprägen eines gewünschten Verhaltens.

Von aktuellem Interesse ist die Betrachtung komplexer dynamischer Systeme, welche auf komplexe Probleme führen. Mit komplexen Problemen sind solche Probleme gemeint, deren Repräsentation und Lösung eine „große“ Menge Speicherplatz und/oder Rechenzeit benötigt. Einige Probleme der Kontrolltheorie führen auf nicht entscheidbare mathematische Probleme. Die Reduktion der Komplexität praktisch relevanter Probleme, so dass deren (approximative) praktische Lösbarkeit gewährleistet ist, ist Gegenstand andauernder Forschung.

## Mathematische Werkzeuge
Zur Modellierung solcher meist nichtlinearer Systeme werden – im Unterschied zur Standard-Regelungstechnik – verschiedene analytische und numerische Methoden angewendet:
- Lösungskonzepte von Differentialgleichungen
- Stabilitätstheorie nach Ljapunow
- Konvergenzbegriffe
- Signalnormen, Systemnormen, Operatornormen
- Riccati-Gleichungen
- Variationsrechnung
- Konvexe Optimierung
- Globale und lokale Optimierungsrechnung
- Invariante Mengen.

## Anwendungen
Da die Kontrolltheorie aus der theoretischen Regelungstechnik hervorgegangen ist, wird sie in der Regelungstechnik bzw. in der gesamten Automatisierungstechnik angewendet.
Eine weitere typische Anwendung betrifft die Fehlertoleranz von Systemen. Da die gezielte Beeinflussung komplexer Systeme häufig teuer und riskant ist, wird ein entsprechend hoher Aufwand bei Beobachtung und Kontrolle betrieben. Die Aussagen der Kontrolltheorie unterstützen häufig Entscheidungen unter Unsicherheit und müssen deshalb von angemessenem Risikomanagement und einer Analyse der Fehler- und Einflussmöglichkeiten (FMEA) begleitet werden. Siehe auch Fehlertolerantes Regelsystem.